# André Rouvoet
André Rouvoet, né le 4 janvier 1962 à Hilversum, est un homme politique néerlandais, notamment vice-Premier ministre des Pays-Bas de 2007 à 2010 et chef politique de l'Union chrétienne entre 2002 et 2011.

## Carrière

### Jeunesse
Après sa scolarité dans une école primaire puis un gymnasium protestant, André Rouvoet commence ses études de droit en 1981 à l'université libre d'Amsterdam, se spécialisant en philosophie du droit. Il est diplômé en 1986. Au cours de ses études, il est déjà assistant parlementaire de la Fédération politique réformatrice (RPF), prédécesseur de la ChristenUnie. Il est également le président de l'antenne du RPF à Hilversum puis à Maarssen.
En 1986 et 1987, il travaille pour l'organisation qui se préoccupe d'enseignement spécial et de soins de santé pour les jeunes tout en continuant à être assistant parlementaire de la RPF. Il collabore ensuite à la Fondation Marnix van St. Aldegonde, liée au RPF, avant d'en devenir le directeur en 1989. Il enseigne également à l'école évangélique de journalisme d'Amersfoort.

### En politique
En 1994, Rouvoet s'investit massivement dans la préparation du programme pour les élections législatives. Le RPF progresse considérablement dans cette élection et Rouvoet est élu à la seconde Chambre des États généraux, chambre des députés du Parlement néerlandais. Il devient immédiatement secrétaire politique de la RPF. Il est l'un des membres de la commission d'enquête parlemenaire sur l'affaire IRT, une affaire de corruption dans les milieux de la police et de la justice en Hollande-Méridionale et à Utrecht dans les années 1990. En 1997, il est nommé membre d'honneur de la Marnix van St. Aldegonde Stichting, dont il avait quitté la direction après son élection.
Après les élections de 1998, Rouvoet devient membre du presidium du parlement. Il publie en 2000 Politiek met een hart. Beschouwingen over politiek en moraal (La politique avec un cœur. Réflexions sur la politique et la morale). En 2001, le RPF s'unit avec un autre parti protestant, le GVP, pour former le parti nommé ChristenUnie. Rouvoet devient le chef du groupe ChristenUnie au parlement. Après la défaite inattendue aux élections générales de 2002, il devient le chef du parti et mène le ChrsitenUnie à une nouvelle défaite aux élections de 2003. Il reçoit toutefois le prix d'éloquence Thorbecke 2003 et est élu « Homme politique de l'année 2004 » par la presse parlementaire.
En 2005, Rouvoet prend position avec son parti, la Liste Pim Fortuyn, Geert Wilders et le Parti socialiste, contre le traité constitutionnel européen rejeté par référendum par les Néerlandais.
À cause de la modeste taille de son parti, Rouvoet en est le porte-parole pour la justice, les finances, la santé, les affaires antillaises et lesaffaires européennes. Au Parlement, il montre un intérêt particulier pour le débat consacré aux valeurs et normes, initié par le Premier ministre Balkenende.
Le 22 février 2007, il devient ministre de la Jeunesse et de la Famille et vice-Premier ministre des Pays-Bas dans le cabinet Balkenende IV. Après le retrait des travaillistes du gouvernement, il assure l'intérim à la direction du ministère de l'Éducation, de la Culture et de la Science laissée vacante par Ronald Plasterk, en plus de son poste ministériel. Après l'investiture du cabinet Rutte I le 14 octobre 2010, Rouvoet reprend ses activités de chef de groupe au Parlement.
Le 29 avril 2011, il annonce son départ de la scène politique. Il s'en est depuis retiré.